# 歯科衛生士国家試験
歯科衛生士国家試験（しかえいせいしこっかしけん）とは、国家資格である歯科衛生士の免許を取得するための、国家試験である。
歯科衛生士法第11条に基づいて行われる。厚生労働省医政局監修。試験の実施に関する事務は、財団法人歯科医療研修振興財団が行う。

## 受験資格
- (1)文部科学大臣の指定した歯科衛生士学校を卒業した者（試験日までに卒業する見込みの者を含む。）。
- (2)都道府県知事の指定した歯科衛生士養成所を卒業した者（試験日までに卒業する見込みの者を含む。）。
- (3)外国の歯科衛生士学校を卒業し、又は外国において歯科衛生士免許を得た者であって、厚生労働大臣が(1)又は(2)に掲げる者と同等以上の知識及び技能を有すると認めた者。

## 試験日・合格発表日
- 試験日
  - 例年3月上旬の日曜
- 合格発表日
  - 例年3月下旬

## 試験地
- 北海道、宮城県、東京都、新潟県、愛知県、大阪府、広島県、香川県、福岡県及び沖縄県

## 試験科目
1. 人体（歯・口腔を除く）の構造と機能
2. 歯・口腔の構造と機能
3. 疾病の成り立ち及び回復過程の促進
4. 歯・口腔の健康と予防に関わる人間と社会の仕組み
5. 歯科衛生士概論
6. 臨床歯科医学
7. 歯科予防処置論
8. 歯科保健指導論
9. 歯科診療補助論

実際の試験は1日間にわたって行われる。
合格基準については合格発表後に掲示される。 ただし、全部合わせて6割とらないとその時点で不合格となる。
合格率は96.0%（平成19年度）